# Benson Boone
Benson James Boone (Monroe (Washington), 25 juni 2002) is een Amerikaanse zanger en liedjesschrijver. 

## Levensloop
Boone is geboren en getogen in Monroe (Washington). Hij is de enige jongen en is tevens het jongste kind uit een gezin van vijf kinderen. Hij bezocht de Monroe High School, waar hij een passie ontwikkelde voor zeeduiken en piano spelen. Benson begon op latere leeftijd pas met zingen. Hij werd in 2019 gevraagd om in de band van zijn vrienden te komen als zanger. Hij verwierf kort daarna bekendheid op het platform TikTok, waar hij diverse video's postte.
In het voorjaar van 2021 deed hij mee aan het 19e seizoen van American Idol, maar trok zich echter terug voordat de "liveshows" begonnen om onbekende redenen. Door het succes op TikTok van zijn video's kreeg hij een contract bij Night Street Records, een label van Imagine Dragons-voorman Dan Reynolds. Hij bracht via dat label zijn eerste eigen geschreven nummer getiteld "Ghost Town" uit eind 2021, dat in de Nederlandse Top 40 de 20ste plaats behaalde. In de zomer van 2022 bracht hij het nummer "In The Stars" uit, een ode aan zijn overleden grootmoeder. Later dat jaar werd het nummer "In The Stars" als deels Franstalig duet uitgebracht met zangeres Philippine Lavrey. In januari 2024 verscheen de single "Beautiful Things".
Op 5 april 2024 bracht Boone zijn debuutalbum Fireworks & Rollerblades uit. Het album behaalde in de Nederlandse Album Top 100 de tweede positie en in de Vlaamse Ultratop 200 behaalde het de vijfde positie. In zijn thuisland, de Verenigde Staten, wist het nummer de zesde positie in de Billboard 200 te behalen. Met dit album ging Boone vervolgens op wereldtournee.

## Discografie

### Albums
| Album                    | Verschijnen  | Label                | Hitlijsten | Hitlijsten | Hitlijsten | Hitlijsten | Hitlijsten | Hitlijsten |
| Album                    | Verschijnen  | Label                | BE (VL)    | BE (VL)    | NL         | NL         | GB         | US         |
| Album                    | Verschijnen  | Label                | Piek       | Weken      | Piek       | Weken      | Piek       | Piek       |
| ------------------------ | ------------ | -------------------- | ---------- | ---------- | ---------- | ---------- | ---------- | ---------- |
| Fireworks & Rollerblades | 5 april 2024 | Night Street, Warner | 5          | 71*        | 2          | 71*        | 16         | 6          |
| American Heart           | 20 juni 2025 | Night Street, Warner | 2          | 8*         | 2          | 8*         | 4          | 2          |

### Nummers met noteringen in een hitlijst
| Lied                            | Verschijnen     | Album                    | Hitlijsten | Hitlijsten | Hitlijsten  | Hitlijsten  | Hitlijsten   | Hitlijsten   | Hitlijsten | Hitlijsten |
| Lied                            | Verschijnen     | Album                    | BE (VL)    | BE (VL)    | NL (Top 40) | NL (Top 40) | NL (Top 100) | NL (Top 100) | GB         | US         |
| Lied                            | Verschijnen     | Album                    | Piek       | Weken      | Piek        | Weken       | Piek         | Weken        | Piek       | Piek       |
| ------------------------------- | --------------- | ------------------------ | ---------- | ---------- | ----------- | ----------- | ------------ | ------------ | ---------- | ---------- |
| Ghost Town                      | 15 oktober 2021 | Fireworks & Rollerblades | 23         | 21         | 20          | 18          | 34           | 24           | 46         | 100        |
| In the Stars                    | 29 april 2022   | Fireworks & Rollerblades | 6          | 31         | 3           | 31          | 8            | 38           | 21         | 82         |
| Before You                      | 28 oktober 2022 | —                        | —          | —          | 38          | 4           | tip6         | —            | —          | —          |
| Beautiful Things                | 18 januari 2024 | Fireworks & Rollerblades | 1(1wk)     | 67         | 2           | 26          | 2            | 81*          | 1          | 2          |
| Slow It Down                    | 30 maart 2024   | Fireworks & Rollerblades | 20         | 18         | 17          | 13          | 32           | 37           | 14         | 32         |
| Pretty Slowly                   | 30 maart 2024   | Fireworks & Rollerblades | —          | —          | tip19       | —           | tip30        | —            | 43         | 86         |
| Sorry I'm Here for Someone Else | 1 maart 2025    | American Heart           | 9          | 19         | 17          | 18          | 32           | 18           | 20         | 19         |
| Mystical Magical                | 25 april 2025   | American Heart           | 8          | 7*         | 12          | 9*          | 32           | 11*          | 13         | 17         |

### NPO Radio 2 Top 2000
Van Benson Boone stond alleen Beautiful Things in 2024 in de NPO Radio 2 Top 2000, op plek 1434.